# Neustadt (Wismar)

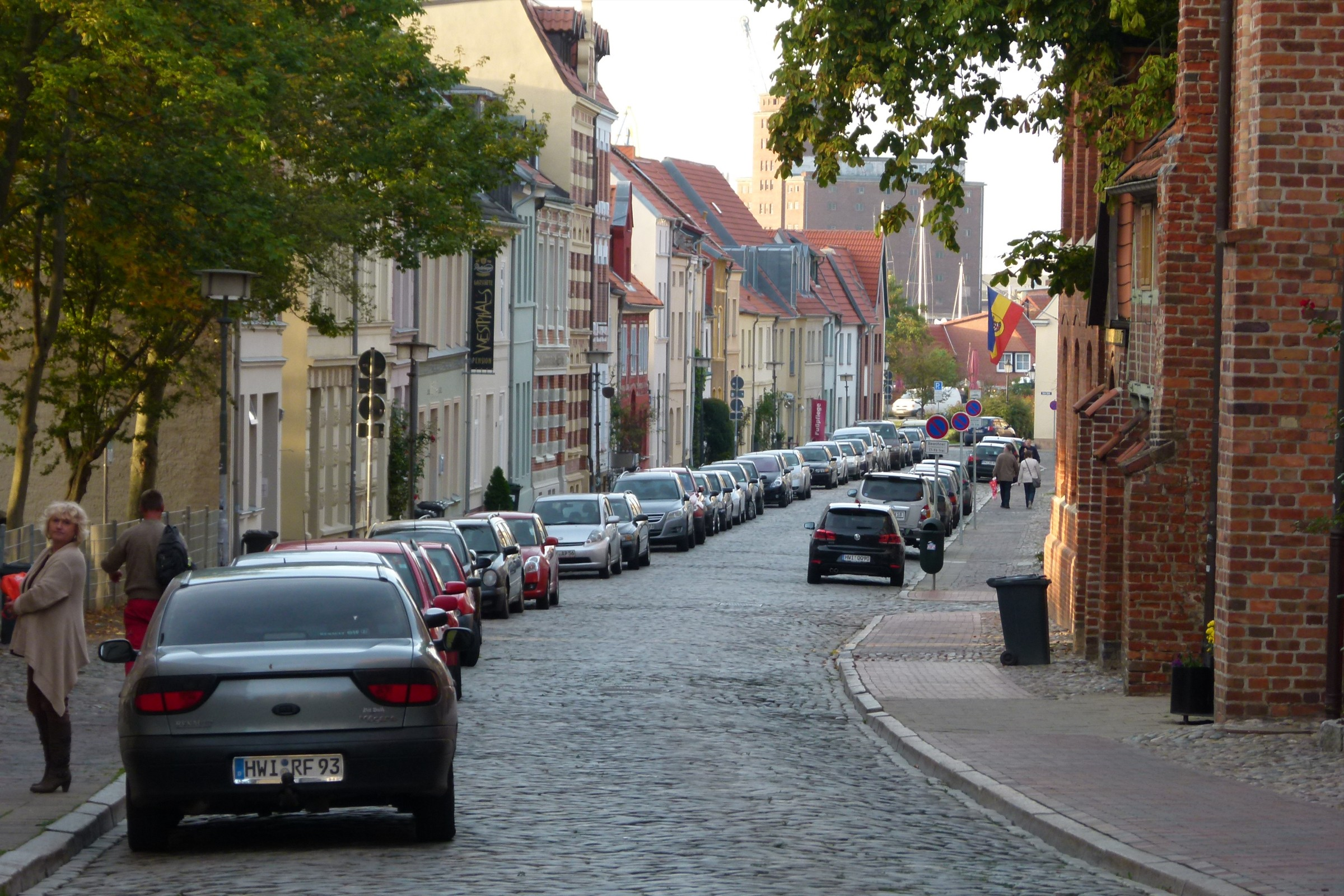
Straße mit Kirche

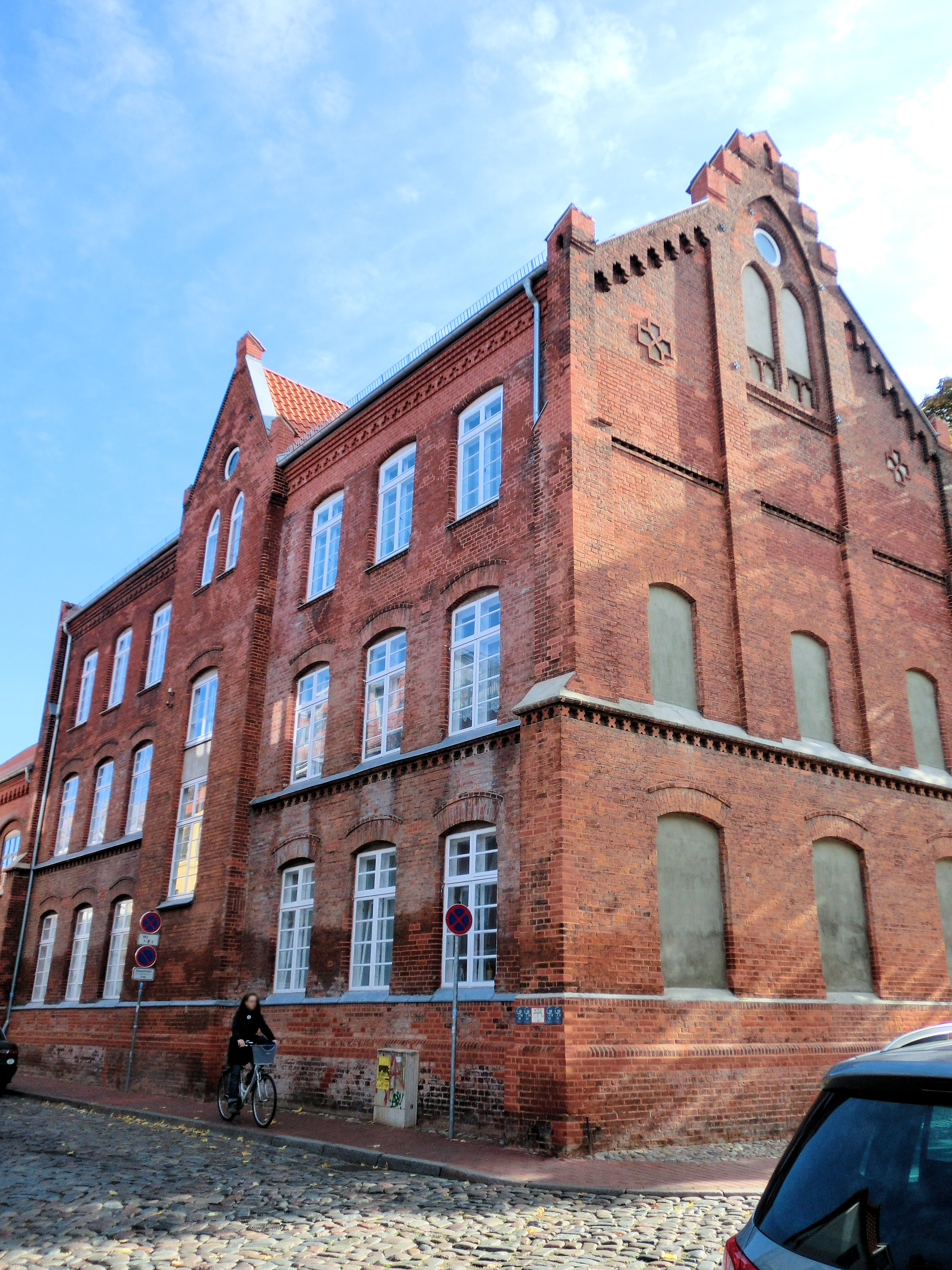
Nr. 1a: ehem. Schule

Die historische Straße Neustadt in Wismar liegt im Zentrum der Altstadt, die wie der Alte Hafen unter dem besonderen Schutz der UNESCO steht, nachdem Wismar 2002 in die Welterbeliste aufgenommen wurde.
Sie führt in Süd-Nord-Richtung von der Großen Hohe Straße / Lübsche Straße zur Straße Fischerreihe / Breite Straße und zum Alten Hafen.

## Nebenstraßen

Wismar zur Zeit der Hanse

Die Nebenstraßen und Anschlussstraßen wurden benannt als Große Hohe Straße (seit 1421 und 1441 hoge strate) nach der Form und zur Unterscheidung von der Kleinen Hohe Straße, Lübsche Straße nach der Hansestadt Lübeck, wo sie hinführt, Heide (1475 achter dem hilghem Gheste, ab 1680 by der heiden) evtl. als Name oder nach der Heide als Landschaft, Wollenweberstraße seit 1935 nach dem Beruf (1446 her Dyrk Wilden boden in der erskerne, 1653 Düstern), Fischerreihe seit 1820 nach der Fischergrube als salzhaltiger Wasserlauf und Breite Straße wegen der für das Mittelalter ungewöhnlichen Breite.

## Geschichte

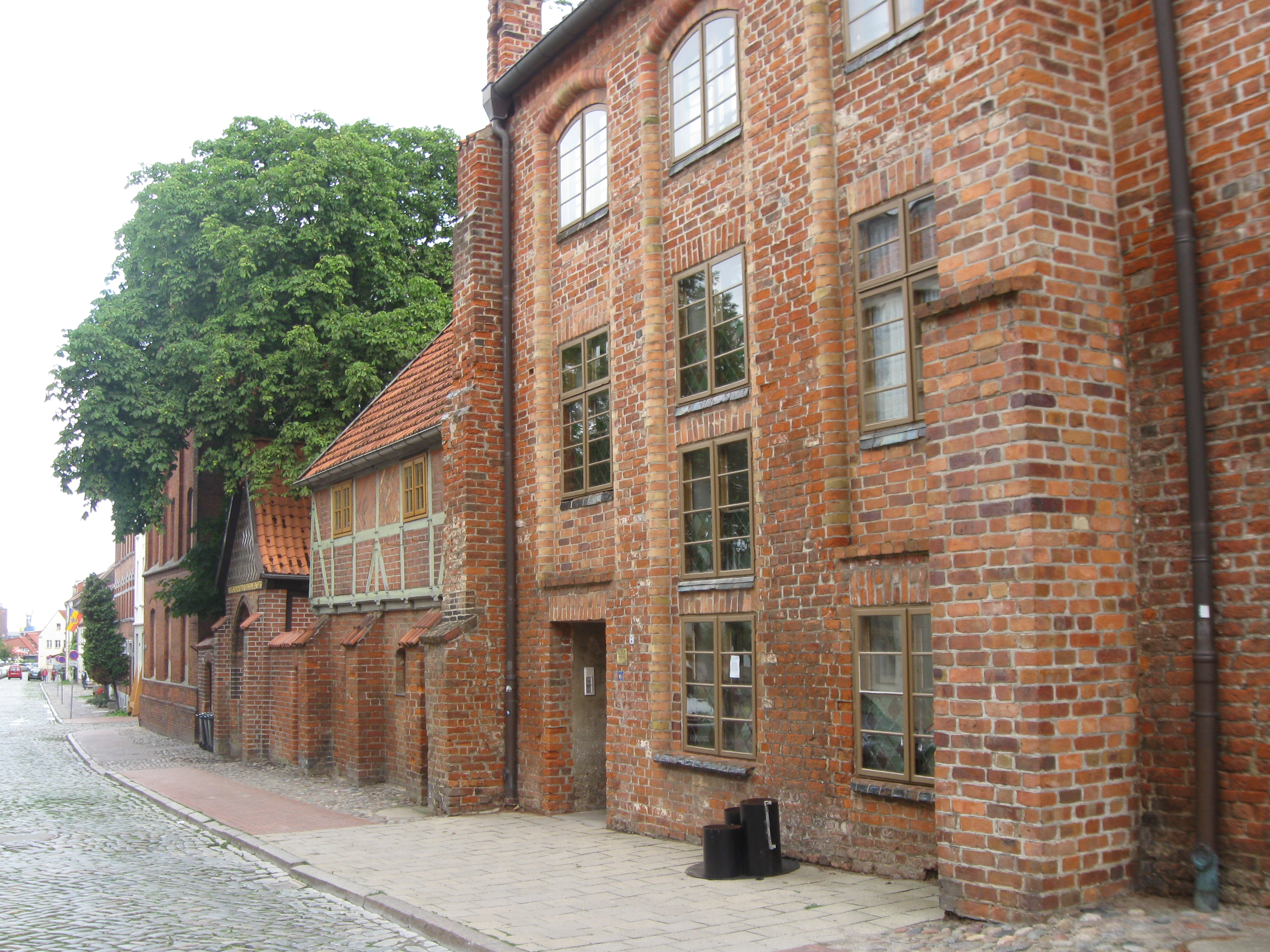
Heiligen-Geist-Kirche an der Neustädter Straße

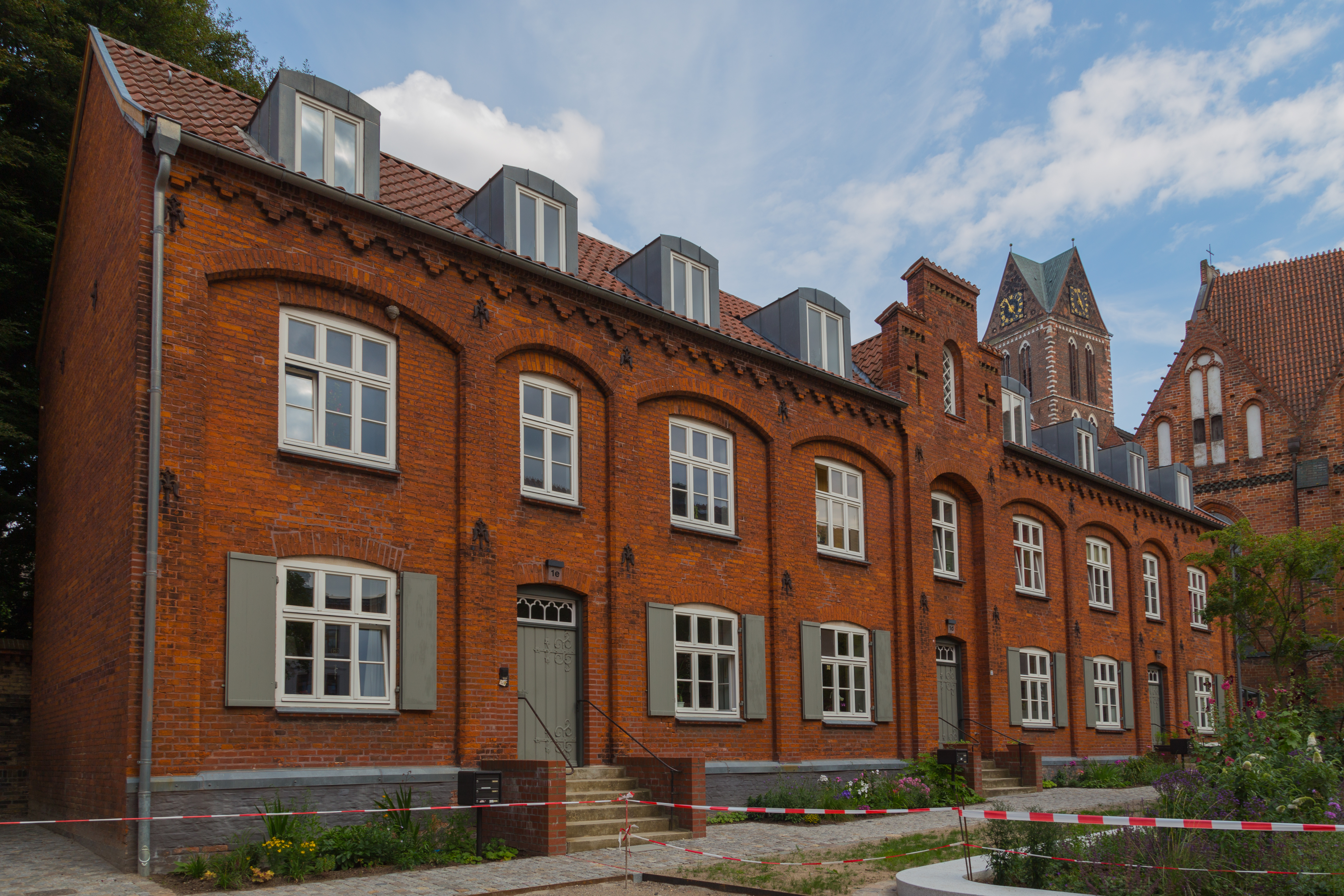
Nr. 1c–e

### Name
Die Straße wurde nach der früheren westlichen Neustadt von Wismar benannt. Nur noch als Straßenname blieb ab etwa 1330 die Bezeichnung nova civitas und dann Neustadt gebräuchlich.

### Entwicklung

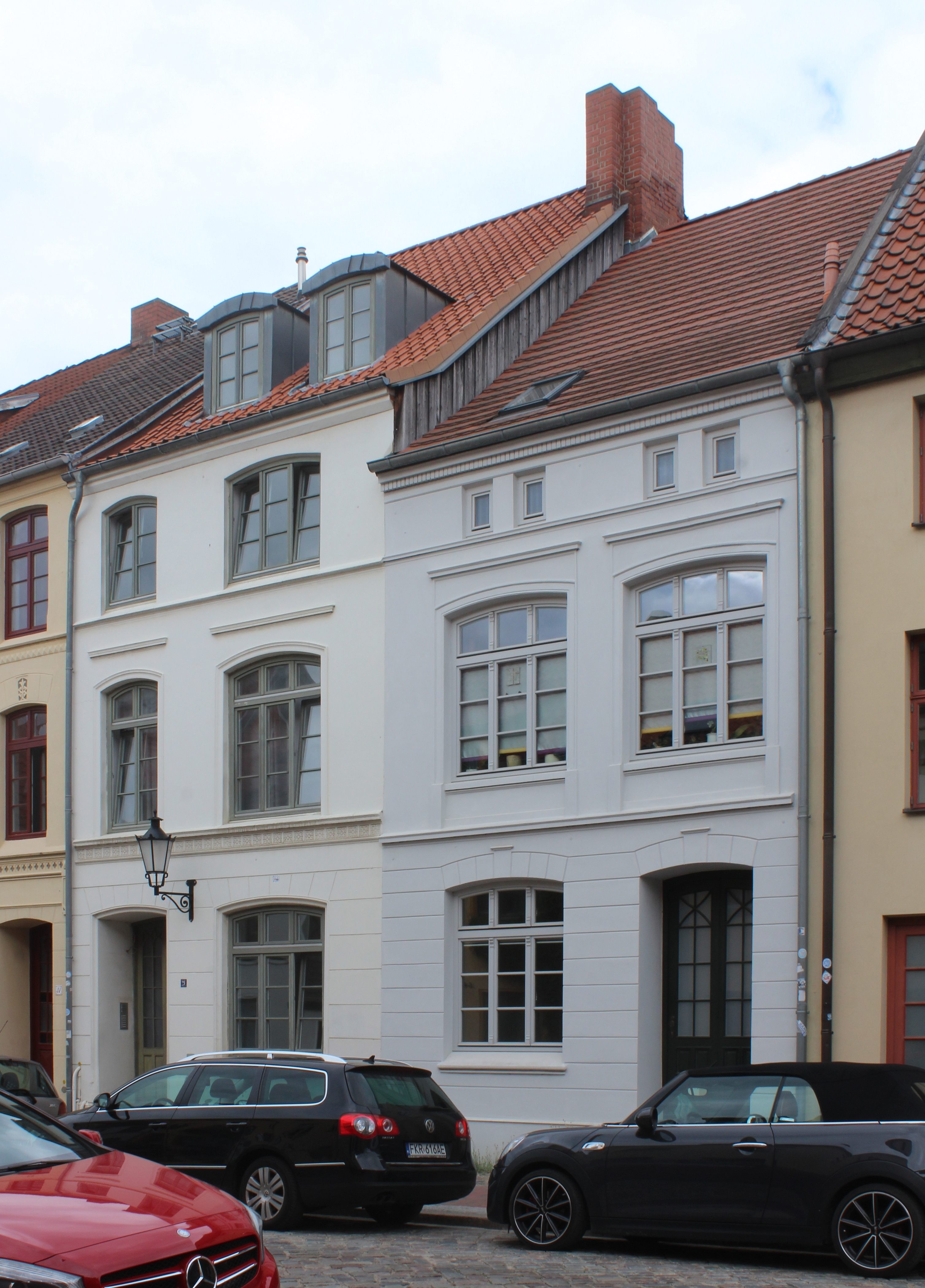
Nr. 27+29

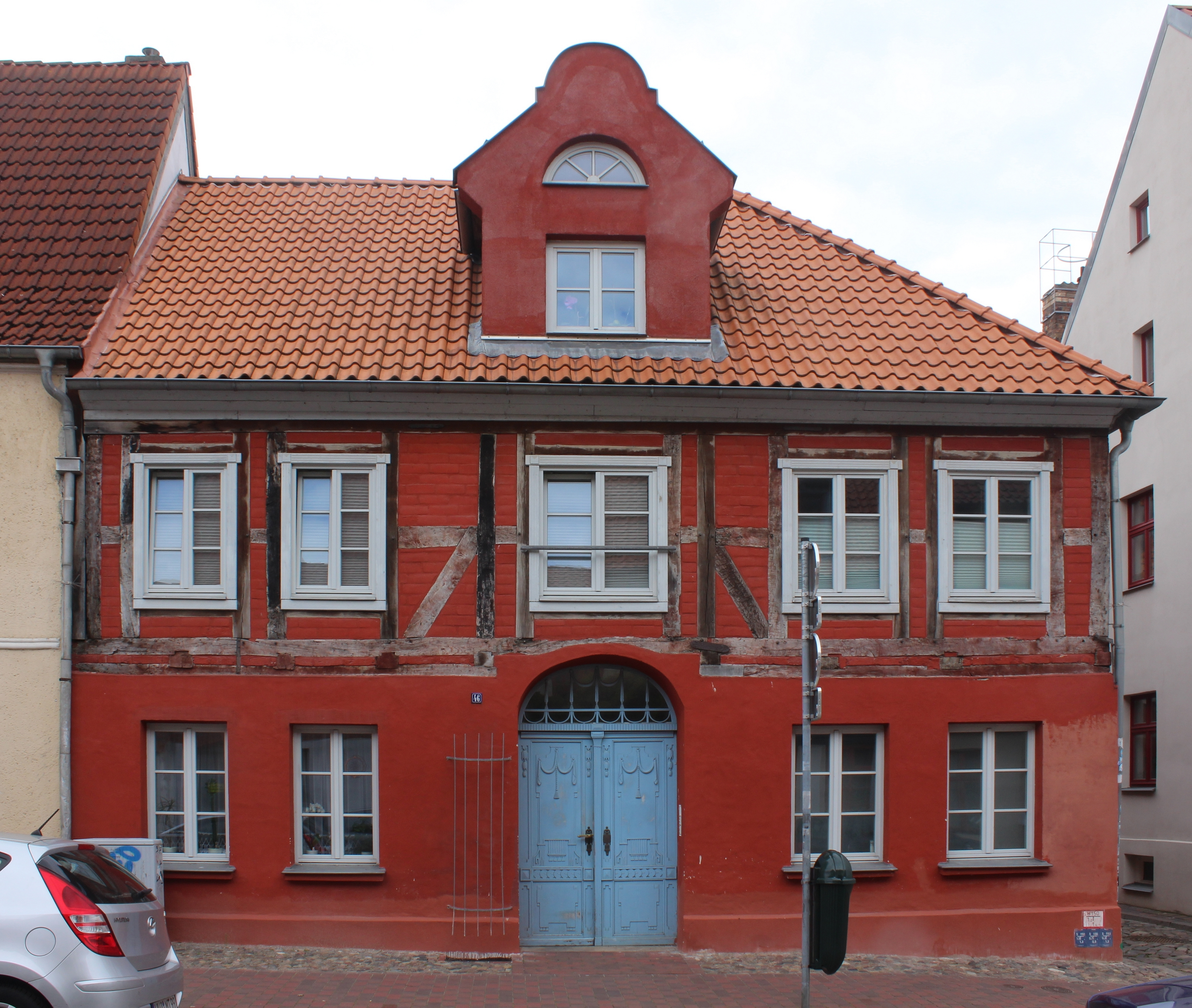
Nr. 46

Wismar wurde im Mittelalter ein bedeutendes Mitglied der Hanse. Der Markt und seine Zufahrtsstraßen bildeten den Kern des mittelalterlichen Ortes, der als Stadt 1229 erstmals erwähnt wurde. Durch den unverminderten Zuzug von Siedlern in Wismar entstand in der zweiten Phase der Stadtgründung ab 1238 bis um 1250 die Neustadt als neues Stadtviertel. Die erste Kirche der Neustadt als Georgenkirche fand 1269 erste Erwähnung. 1276 war die erste Siedlungsphase beendet. Mit dem Bau der heutigen Georgenkirche wurde im Zentrum ab dem ersten Viertel des 14. Jahrhunderts begonnen.
Die Straße liegt seit 1991 im Sanierungsgebiet Altstadt. Sie wurde 2017/18 in zwei Abschnitten saniert.

## Gebäude, Anlagen (Auswahl)
An der Straße stehen zumeist zwei- und dreigeschossige Wohn- und auch Geschäftshäuser. Die mit (D) gekennzeichneten Häuser stehen unter Denkmalschutz (s. Liste der Baudenkmale in Wismar).
- Nr. 1 / Ecke Lübsche Straße Nr. 31: Heiligen-Geist-Kirche von um 1250, gotische Kirche von nach 1323 (D)[3]
- Nr. 1a–b: 2- und 3-gesch. verklinkerte gründerzeitliche Schule von 1856 (D) mit Mittelrisalit und dekoriertem Seitengiebel, früher Mädchenschule, um 1876 aufgestockt sowie 2-gesch. Anbau; 1908 wurde hier die spätere Ingenieurakademie gegründet, danach bis 2002 Musikschule (heute Turmplatz); nach Leerstand ab 2011 Umbau für Wohnungen[4][5]
- Nr. 1c–e: 2-gesch. verklinkertes gründerzeitliches Wohnhaus von 1863 (D) mit mittlerem Giebelrisalit, früher über 100 Jahre lang Stiftsgebäude der Heilig-Geist-Kirche für ältere Frauen als sogenanntes Prövnerinnenhaus (davor Prövnerbuden); 1998 saniert für altenbetreutes Wohnen der Diakonie Wismar[6]
- Nr. 2: 3-gesch. Wohnhaus, umgebaut zur Pension
- Nr. 4 und 6: Zwei 3-gesch. verklinkerte Wohnhäuser von um 1900, Nr. 4 Teil der Pension
- Nr. 9: 3-gesch. Wohnhaus mit Pension und Café
- Nr. 23: 2-gesch. Wohnhaus (D), 1996 saniert[7]
- Nr. 24: 1- und 2-gesch. Häuser (D), heute mit Kita und Kinderkrippe der Elterninitiative Wismar
  - Bei 14–24: Spielplatz, saniert um 2007[8]
- Nr. 25: 3-gesch. Wohnhaus (D) mit seitlicher Utlucht, 1986 bis 1997 Leerstand, saniert 1997[9]
- Nr. 27: 3-gesch. historisierendes saniertes Wohnhaus
- Nr. 32: 3-gesch. Wohnhaus als Pension
- Nr. 36: 2-gesch. Wohnhaus, saniert 2000
- Nr. 38: 2-gesch. neoklassizisches Wohnhaus mit reich gegliederter farbiger Fassade mit Pilastern im OG und horizontalen Streifen im EG sowie Mansarddach; saniert 2000[10]
- Nr. 46: 2-gesch. Wohnhaus (D), florentinerrot geputzte Fassade mit Fachwerk sowie barockisierender Giebel beim Dachhaus
- Nr. 49: 2-gesch. saniertes Haus Störtebeker mit Ferienwohnungen